# Lotus 33

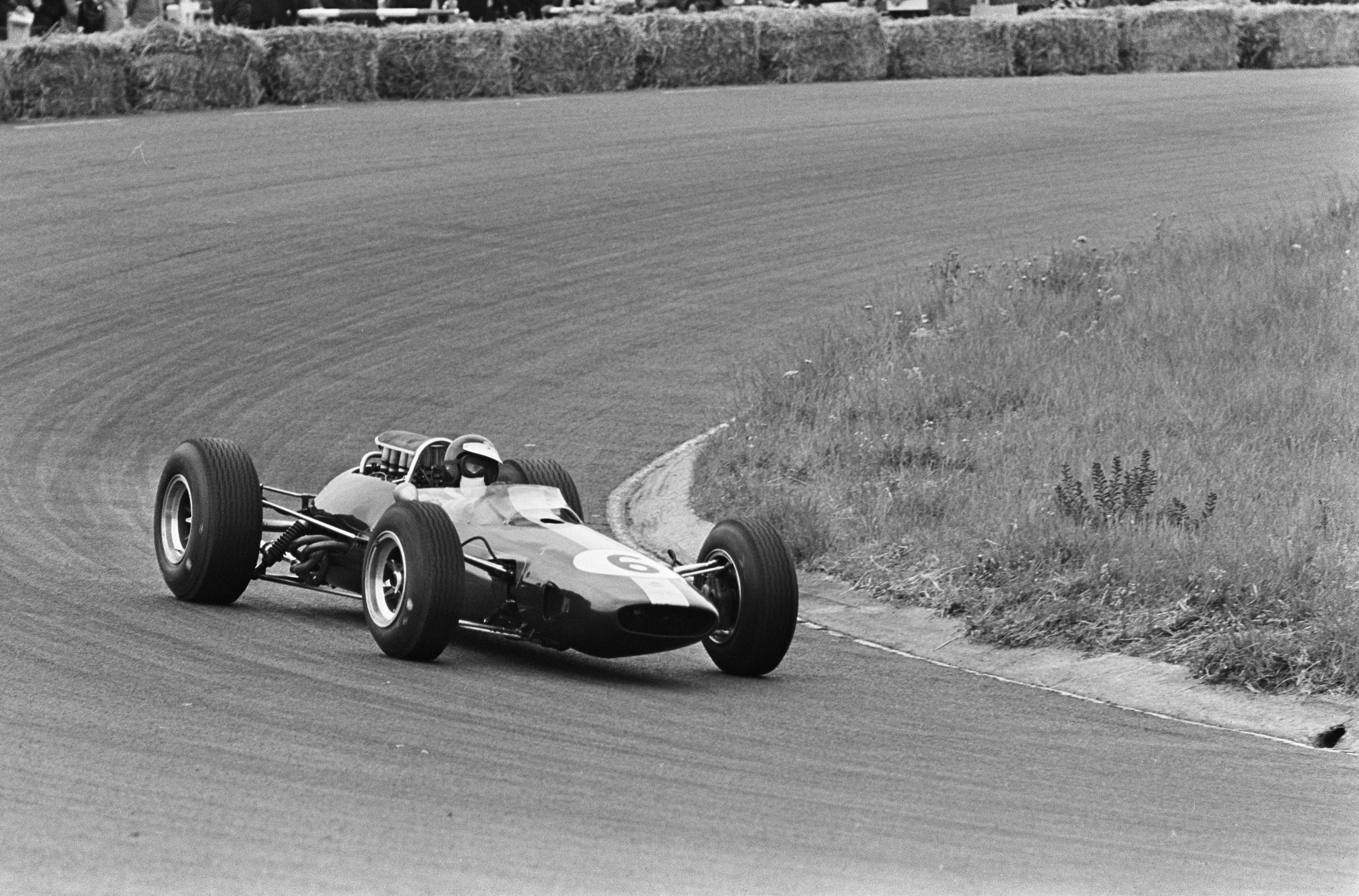
Jim Clark op Zandvoort, 18 juli 1965

De Lotus 33 was de Formule 1-wagen waarmee Jim Clark in 1965 zijn tweede F1-wereldtitel won. Technisch was het een verder geperfectioneerde versie van de al even succesvolle voorganger Lotus 25 (wereldtitel 1963, eveneens voor Clark). Net als dit type was de wagen uitgerust met een monocoque-chassisconstructie en een 1500cc Coventry Climax-motor.